# Anemia buniifolia
Anemia buniifolia är en ormbunkeart som först beskrevs av Gardn., och fick sitt nu gällande namn av Moore. Anemia buniifolia ingår i släktet Anemia och familjen Anemiaceae. Inga underarter finns listade.